# Mister Global
Mister Global trata-se de um concurso de beleza masculino criado em 2014 pelo empresário tailandês Pradit Pradinut. Com sede administrativa na Tailândia, o concurso vem despertando interesse da mídia e parceiros locais, fazendo com que, de iniciais dezenove candidatos na primeira edição, o número de países participantes saltasse para quarenta na edição mais recente (2018). O concurso tem parceria de Adisorn Suddee, do M Group Organize, contando ainda com suporte da Autoridade de Turismo da Tailândia.
O objetivo é promover a interação cultural entre os participantes, bem como selecionar o melhor cidadão-modelo, para que este represente a imagem do concurso perante à atividades filantrópicas, sociais e ambientais. O vencedor ostenta o título durante aproximadamente um ano, viajando e promovendo atividades através das plataformas que a organização disponibiliza.

## Mister Global
Legenda
      O candidato venceu a disputa.
       O candidato parou na 2ª colocação.
       O candidato parou na 3ª colocação.
     ❌O candidato foi destronado ou renunciou ao título.

### Vencedores
| Ano  | Edição                                                              | 1                                                                   | 2                                                                   | 3                                                                   | Número de candidatos                                                | Ref.                                                                |
| ---- | ------------------------------------------------------------------- | ------------------------------------------------------------------- | ------------------------------------------------------------------- | ------------------------------------------------------------------- | ------------------------------------------------------------------- | ------------------------------------------------------------------- |
| 2014 | 1ª                                                                  | Mianmar - Myat Thuya Lwin                                           | Canadá - Michael South                                              | Coreia do Sul - Lee Jun-ho                                          | 16                                                                  | [ 1 ]                                                               |
| 2015 | 2ª                                                                  | Vietnã - Nguyễn Văn Sơn                                             | Venezuela - Yuber Jiménez                                           | Tailândia - Apiwit Kunadireck                                       | 21                                                                  | [ 2 ]                                                               |
| 2016 | 3ª                                                                  | República Checa - Tomáš Martinka                                    | Tailândia - Tawatchai Jaikhan                                       | Espanha - Chema Malavia                                             | 30                                                                  | [ 3 ]                                                               |
| 2017 | 4ª                                                                  | Brasil - Pedro Gicca                                                | África do Sul - Gerrie Havenga                                      | Inglaterra - Christopher Bramell                                    | 30                                                                  | [ 4 ]                                                               |
| 2018 | 5ª                                                                  | Estados Unidos - Darío Duque 1                                      | Egito - Ahmed Lasheen                                               | Polônia - Jakub Kucner                                              | 38                                                                  | [ 5 ]                                                               |
| 2019 | 6ª                                                                  | Coreia do Sul - Jong-Woo Kim                                        | Tunísia - Houssem Saïdi                                             | Espanha - José Luis Navarro                                         | 38                                                                  | [ 6 ]                                                               |
| 2020 | Concurso não realizado neste período devido a pandemia de Covid-19. | Concurso não realizado neste período devido a pandemia de Covid-19. | Concurso não realizado neste período devido a pandemia de Covid-19. | Concurso não realizado neste período devido a pandemia de Covid-19. | Concurso não realizado neste período devido a pandemia de Covid-19. | Concurso não realizado neste período devido a pandemia de Covid-19. |
| 2021 | 7ª                                                                  | Espanha - Miguel Ángel Lucas                                        | Vietnã - Danh Chiếu Linh 2                                          | Coreia do Sul - Dongwoo Shin                                        | 33                                                                  | [ 7 ]                                                               |
| 2022 | 8ª                                                                  | Cuba - Juan Carlos Ariosa                                           | Colômbia - Oscar Guerrero                                           | Brasil - William Gama                                               | 39                                                                  | [ 8 ]                                                               |
| 2023 | 9ª                                                                  | Índia - Jason Bretfelean                                            | Hong Kong - Oliver Cheung                                           | Chile - Álvaro Flores                                               | 36                                                                  | [ 9 ]                                                               |

1 Darío Duque nasceu em Cuba, mas é residente em Miami. 

2 Danh Chiếu Linh assumiu o título após a renúncia do Espanhol Miguel Ángel Lucas. 

### Títulos por país
| Título | País            | Vitória    |
| ------ | --------------- | ---------- |
| 2      | Vietnã          | 2015, 2021 |
| 1      | Índia           | 2023       |
| 1      | Cuba            | 2022       |
| 1      | Coreia do Sul   | 2019       |
| 1      | Estados Unidos  | 2018       |
| 1      | Brasil          | 2017       |
| 1      | República Checa | 2016       |
| 1      | Mianmar         | 2014       |

### Títulos por continente
| Títulos | Continente | Última vitória |
| ------- | ---------- | -------------- |
| 5       | Ásia       | (2023)         |
| 3       | Américas   | (2022)         |
| 1       | Europa     | (2016)         |
| 0       | África     |                |
| 0       | Oceania    |                |

## Sobre

### Original Message

#### Mensagem Original
Mister Global Limited is the producer of the globally-recognized Mister Global Pageant which uses its global fundamental influence to enable men to be self-assured and try to be their personal best. The Mister Global Organization considers that every man should have "Handsomeness", "Attitude" and "Intelligence". The Mister Global Pageant provides a global platform through committed partnership with organizations, and sponsors around the globe. During his reign, the Winner is given the tools to personally and professional enhance others by providing charitable efforts to affect positive change, all while increasing awareness of environment causes.

## Mister Global Teen
Pradit Pradinunt, dono da franquia, também realizava a etapa adolescente do concurso adulto, intitulada Mister Global Teen. O evento foi descontinuado desde 2018.

### Vencedores
| Ano  | Edição | Campeão                       | Vice-campeão                | Terceiro Lugar                | Número de candidatos | Ref.   |
| ---- | ------ | ----------------------------- | --------------------------- | ----------------------------- | -------------------- | ------ |
| 2015 | 1ª     | Sri Lanca - Daham Dias        | Brasil - Kaio Juliani       | Indonésia - Ryandi Putera     | 8                    | [ 11 ] |
| 2016 | 2ª     | Filipinas - Joaquin Rosallosa | Vietnã - Mai Xuan Thu       | Sri Lanca - Jason Subasinghe  | 9                    | [ 12 ] |
| 2018 | 3ª     | Guão - Kein Artero            | Coreia do Sul - Lee Yeh-wan | Sri Lanca - Pasan Weerasekara | 8                    | [ 13 ] |

### Títulos por País
| Título | País      | Vitória |
| ------ | --------- | ------- |
| 1      | Guão      | 2018    |
| 1      | Filipinas | 2016    |
| 1      | Sri Lanca | 2015    |